# NEC関西レイクスターズ
NEC関西レイクスターズ（NECかんさいレイクスターズ）は、滋賀県大津市を本拠地として活動していたNEC関西の女子バレーボールチームである。

## 概要
新日本電気の強化スポーツクラブとして、1976年の男子バレーボール部に続き、1979年に女子バレーボール部が創部された。早くも1982年に地域リーグで優勝し、実業団リーグ入りを果たすが1シーズンで降格。
1983年、関西日本電気に社名変更。1988年、地域リーグプレーオフで2度目の優勝を飾り、実業団リーグに再昇格した。1992年、NECグループのCIによりNEC関西と呼称した。1993年、実業団リーグにおいて初優勝し、悲願の日本リーグ入りを果たした。
愛称決定に際しては社内公募を行い、(1)NEC関西の本社工場が、日本一の湖（=英語でlake、レイク）琵琶湖に隣接していること。(2)市民から愛されるようなスターになりたい、との理由から「レイクスターズ」に決定した。なおNEC系列のスポーツクラブでは、基本的に「○○ロケッツ」（○にはチームカラーの英語名が入る）を使っているが、Jリーグのモンテディオ山形（ジャパンフットボールリーグ時代はNEC山形サッカー部の呼称）と同様に「○○ロケッツ」を使用しなかった。
1999年5月、長引く不況によるリストラのため、黒鷲旗大会をもって廃部。
なお、廃部後に創設された男子プロバスケットボールチーム「滋賀レイクスターズ」とは無関係。

## 成績

### 主な成績
日本リーグ／Vリーグ
- 優勝　なし
- 準優勝　なし

実業団リーグ
- 優勝 1回（1992年度）
- 準優勝 1回（1991年度）

地域リーグ（プレーオフ）
- 優勝2回（1983年、1990年）

国民体育大会成年女子（6人制）
- 準優勝 (1993年）

### 年度別成績
| 大会名       | 大会名           | 順位   | 参加チーム数 | 試合数 | 勝 | 敗 | 勝率  |
| ------------ | ---------------- | ------ | ------------ | ------ | -- | -- | ----- |
| 実業団リーグ | 第15回 (1983/84) | 7位    | 8チーム      | 14     | 2  | 12 | 0.143 |
| 実業団リーグ | 第22回 (1990/91) | 4位    | 8チーム      | 14     | 8  | 6  | 0.571 |
| 実業団リーグ | 第23回 (1991/92) | 準優勝 | 8チーム      | 14     | 12 | 2  | 0.857 |
| 実業団リーグ | 第24回 (1992/93) | 優勝   | 8チーム      | 14     | 13 | 1  | 0.929 |
| 日本リーグ   | 第27回 (1993/94) | 7位    | 8チーム      | 14     | 1  | 13 | 0.071 |
| 実業団リーグ | 第26回 (1994/95) | 3位    | 8チーム      | 14     | 10 | 4  | 0.714 |
| 実業団リーグ | 第27回 (1995/96) | 4位    | 8チーム      | 14     | 8  | 6  | 0.571 |
| 実業団リーグ | 第28回 (1996/97) | 3位    | 8チーム      | 14     | 8  | 6  | 0.571 |
| 実業団リーグ | 第29回 (1997/98) | 3位    | 8チーム      | 14     | 11 | 3  | 0.786 |
| V1リーグ     | 第1回 (1998/99)  | 6位    | 8チーム      | 14     | 5  | 9  | 0.357 |

## 廃部年度の選手・スタッフ
1999年1月版

### 選手
| 背番号 | 名前       | 年齢 | 国籍 | Position | 備考     |
| ------ | ---------- | ---- | ---- | -------- | -------- |
| 1      | 村川裕子   | 23   | 日本 | センター | 主将     |
| 2      | 金丸立夏   |      | 日本 | レフト   |          |
| 3      | 萩原美代子 |      | 日本 | レフト   |          |
| 4      | 高嵜早苗   |      | 日本 |          |          |
| 5      | 神田朋子   | 22   | 日本 | レフト   |          |
| 6      | 桝谷貴子   | 23   | 日本 | センター |          |
| 7      | 若田真由美 |      | 日本 | セッター |          |
| 8      | 古閑愛子   | 20   | 日本 | レフト   |          |
| 9      | 角内景子   | 19   | 日本 |          |          |
| 10     | 金子佳代   | 23   | 日本 | ライト   |          |
| 11     | 大川まき   |      | 日本 |          |          |
| 12     | 橋本由紀子 | 28   | 日本 | ライト   |          |
| 13     | 藪下明加   |      | 日本 |          | 内定選手 |
| 14     | 松本安代   |      | 日本 | レフト   | 内定選手 |
| 15     | 岡本真季   |      | 日本 |          | 内定選手 |
| 16     | 上坂美香   | 22   | 日本 | セッター |          |

### スタッフ
| 役職         | 名前     | 国籍 | 備考 |
| ------------ | -------- | ---- | ---- |
| 部長         | 中村誠二 | 日本 |      |
| 副部長       | 川畑豊明 | 日本 |      |
| 監督         | 藤本清久 | 日本 |      |
| コーチ       | 谷口幸雄 | 日本 |      |
| マネージャー | 辰本祐子 | 日本 |      |